# Андреевка (метеорит)
Андре́евка — каменный метеорит-хондрит весом 600 граммов. По классификации метеоритов имеет петрологический тип L3.
Упал около села Андреевка Краматорского  района Донецкой области; 48° 42' с. ш., 37° 30' в. д. Падение 7 августа 1969 года, около 18 часов.
По форме метеорит напоминал гусиное яйцо. При падении метеорит пробил крышу дома и повредил стропила. Учёные узнали о метеорите в 1971 году. К тому времени большая часть метеорита была утрачена и от него осталось 238 граммов.
Главная масса метеорита хранится в Донецком краеведческом музее. 43 грамма хранятся в Метеоритной коллекции РАН.

## Публикации
- Журнал «Земля и Вселенная», 1972, № 5 — метеориты: Северный Колчим, Кабаклы, Сеймчан, Апрельский, Тобычан, Марковка, Полуямки, Ракиты, Черный Бор, Андреевка. Автор — И. Т. Зоткин.